# Farquhar-Gruppe
Die Farquhar-Gruppe ist eine Inselgruppe die zur Republik der Seychellen gehört. Sie liegt im Indischen Ozean etwa 700 km südwestlich der größten Insel Mahé und zählt innerhalb der Seychellen zu den sogenannten Outer Islands.
Entdeckt wurde die Inselgruppe bereits 1501 vom portugiesischen Seefahrer João da Nova.
Die Gruppe besteht aus zwei Atollen, dem Farquhar-Atoll im Süden sowie dem Providence-Atoll im Norden. Westlich des Providence-Atolls befindet sich die einzeln gelegene Insel St. Pierre. Zur Gruppe gehört auch das knapp unterhalb der Meeresoberfläche liegende Wizard-Riff. Die gesamte Landfläche aller Inseln der Farquhar-Gruppe beträgt etwa 10 km², die Fläche inklusive der Lagunen jedoch 370 km².
Auf Providence und Farquhar gibt es je eine kleine Siedlung, St. Pierre ist unbewohnt.